# Dyspareuni
Dyspareuni er et medicinsk fagudtryk indenfor gynækologien.
Dyspareuni betyder smerter ved samleje.